# Probole amicaria
Probole amicaria är en fjärilsart som beskrevs av Herrich-Schäffer 1856. Probole amicaria ingår i släktet Probole och familjen mätare. Inga underarter finns listade i Catalogue of Life.